# Milan-San Remo 1996
L'édition 1996 de la course cycliste Milan-San Remo s'est déroulée le samedi 23 mars 1996 et a été remportée par l'Italien Gabriele Colombo qui a battu au sprint ses compagnons d'échappée Alexander Gontchenkov, Michele Coppolillo et Maximilian Sciandri. Stefano Zanini règle le sprint du peloton qui arrive 32 secondes plus tard.
La course disputée sur un parcours de 294 kilomètres est la première manche de la Coupe du monde de cyclisme sur route 1996.

## Classement
| #  | Coureur               | Équipe                      |    | Temps           |
| -- | --------------------- | --------------------------- | -- | --------------- |
| 1  | Gabriele Colombo      | Gewiss-Playbus              | en | 7 h 00 min 27 s |
| 2  | Alexander Gontchenkov | Roslotto-ZG Mobili          | +  | 1 s             |
| 3  | Michele Coppolillo    | MG Maglificio-Technogym     |    | 1 s             |
| 4  | Maximilian Sciandri   | Motorola Cycling Team       |    | 1 s             |
| 5  | Stefano Zanini        | Gewiss-Playbus              |    | 32 s            |
| 6  | Fabio Baldato         | MG Maglificio-Technogym     |    | 32 s            |
| 7  | Mario Cipollini       | Saeco-AS Juvenes San Marino |    | 32 s            |
| 8  | Johan Museeuw         | Mapei-GB                    |    | 32 s            |
| 9  | Laurent Brochard      | Festina-Lotus               |    | 32 s            |
| 10 | Andreï Tchmil         | Lotto-Isoglass              |    | 32 s            |